# 孔格阿帕尼
孔格阿帕尼（Khongapani），是印度恰蒂斯加尔邦Koriya县的一个城镇。总人口17865（2001年）。

## 人口
该地2001年总人口17865人，其中男性9455人，女性8410人；0—6岁人口2551人，其中男1324人，女1227人；识字率60.12%，其中男性为69.46%，女性为49.62%。